# 中播磨県民センター

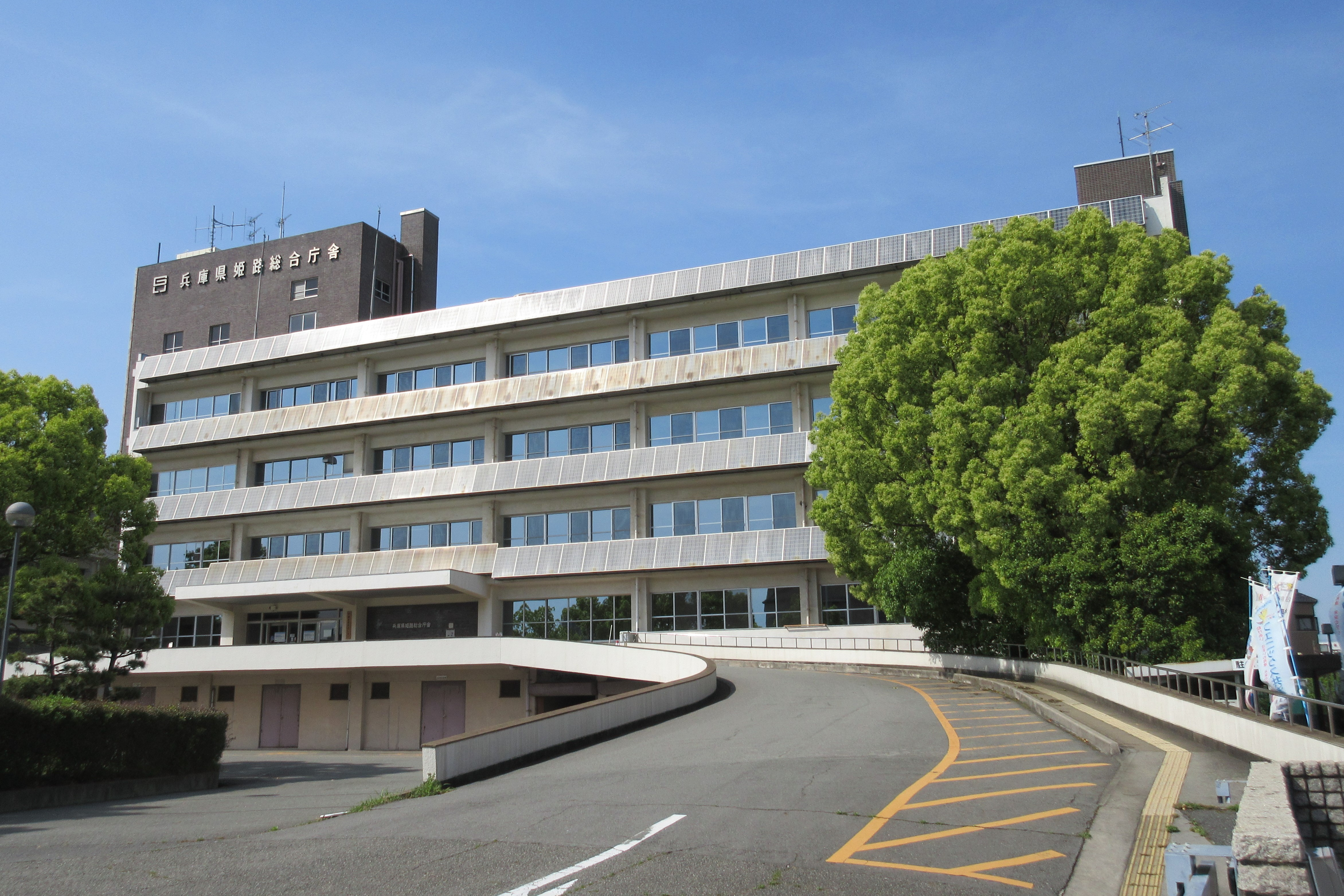
兵庫県姫路総合庁舎

中播磨県民センター（なかはりまけんみんセンター）は、日本の都道府県の一つ、兵庫県が設置している出先機関である。
所在地は姫路市の兵庫県姫路総合庁舎で、神崎郡福崎町に福崎庁舎を設置している。

## 概要
前身組織として1942年（昭和17年）に設置された神飾（かみしか）地方事務所が認められる。神崎郡と飾磨郡を管轄した同事務所は、1975年（昭和50年）に西播磨地域の他の3地方事務所と統合される形で西播磨県民局（第1次）となった。
2000年（平成12年）は県民局の数を6局から10局に増設する県民局設置条例の改正が行われ、2001年（平成13年）4月1日に従来の西播磨県民局管轄地域を西播磨・中播磨に分割し、分割前の西播磨県民局が置かれていた姫路総合庁舎に中播磨県民局が新設された。
2006年（平成18年）3月27日、西播磨県民局（赤穂郡上郡町、第2次）の管内に含まれていた旧宍粟郡安富町がこの日を以て姫路市へ編入されたため、両県民局間での境界変更が行われ旧町域が中播磨県民局の管轄下となった。

### 県民センターへの改組
2013年（平成25年）、兵庫県は中播磨県民局と阪神南県民局（尼崎市）の2局について管内の中核市に大半の権限が移譲されていることを理由に廃止し、近接する県民局へ統合して8局体制とする再編案を発表した。この案では中播磨県民局は西播磨県民局と再統合される予定であったが、県議会や両県民局の管轄区域に含まれる市町議会で廃止案に対する反発が相次いだことと「中核市である尼崎市・西宮市・姫路市以上に多くの権限が県から移譲されている神戸市を管轄する神戸県民局が廃止対象にならないのはおかしい」との批判を受けて神戸を含む3県民局の規模を縮小し「県民センター」に改組する方針へ修正され、2014年（平成26年）4月1日に中播磨県民センターが発足した。

## 管轄市町

兵庫県県民局及び県民センターの管轄区域図。点線は旧・摂津国、丹波国、播磨国、但馬国、淡路国、備前国、美作国の国境（幕末期）。

- 姫路市
- 神崎郡
  - 神河町
  - 市川町
  - 福崎町

## 組織
健康福祉事務所は他の都道府県における保健所に相当する。センターの発足に伴い西播磨県民局から光都農林水産振興事務所、光都土木事務所の業務が移譲・統合されている。

### 姫路総合庁舎
- 総務企画室
- 県民室 - 県民局時代に設置されていた環境課を西播磨県民局県民交流室に移譲。
- 姫路県税事務所
- 姫路農林水産振興事務所
- 姫路土地改良センター
- 姫路農業改良普及センター
- 姫路土木事務所
- 播磨西教育事務所

### 福崎庁舎
- 姫路土木事務所福崎事業所

### その他の施設
- 中播磨健康福祉事務所
- 姫路港管理事務所

## 所在地・交通アクセス
姫路総合庁舎
- 兵庫県姫路市北条1-98 郵便番号 670-0947

姫路駅より南東へ徒歩10分。
福崎庁舎
- 兵庫県神崎郡福崎町西田原1994-4 郵便番号 679-2204